# Linn Stokke
Linn Stokke, född 18 september 1961 i Oslo, är en norsk skådespelare, sångare, låtskrivare och författare.

## Biografi

### Skådespeleri och privatliv
Linn Stokke är dotter till skådespelaren Tor Stokke och den USA-födda skådespelerskan Ingebjørg Sem. Hon debuterade på Nationaltheatret vid 13 års ålder i Henrik Ibsens Peer Gynt 1975 och väckte uppmärksamhet i sin roll i Arne Skouens pjäs Ballerina 1976. Därefter har hon medverkat i ett antal produktioner vid Nationaltheatret fram till 1994, då hon slutade sin fasta anställning för att vara fri att ägna sig åt andra saker. Bland annat spelade hon de kvinnliga huvudrollerna Solveig och Anitra i ännu en produktion av Peer Gynt 1985 och huvudrollen Agnes i August Strindbergs Ett drömspel 1989. Hon har även spelat ett flertal framträdande roller i TV- och filmproduktioner i främst Norge och Sverige alltsedan debuten i TV-serien Hjemme hos oss (1979–80); däribland den amerikanska krigsfilmen A Time to Die (1982), SVT-serien August Strindberg: Ett liv (1985), Kjell Gredes internationella konstnärsfilm Hip hip hurra! (1987) och Mats Arehns En film om kärlek (1987).
Hon har två barn med dåvarande sambon, den norske skådespelaren Hans Ola Sørlie, som hastigt omkom i en bilolycka 1988. Två år senare, 1990, gifte hon sig med den norske affärsmannen Atle Brynestad, som hon också har två barn tillsammans med. Åren 1997–2009 ägde och drev de Steninge slott vid Sigtuna, vilket de öppnade för allmänheten 1999 med bland annat Steninge slott kulturcenter med olika aktiviteter. År 2000 belönades de för detta arbete med Stockholms läns hembygdsförbunds kulturpris.

### Böcker och musik
I efterföljd av sambons plötsliga dödsfall skrev hon boken Tanker fra en sorg 1991, följd av barnboken Trollet Trym og den hemmelige farven 1997 (Gyldendal).
År 2006 debuterade hon med sång och musik med albumet Unfolding och 2007 skrev hon ytterligare musik till det internationella evenemanget för ledande personer inom religion/andlighet och vetenskap, Symposia and the Silent Prayer for the Earth för samtal om världens framtid och människans inre utveckling; ämnen som engagerar Stokke mycket.

## Filmografi (urval)
- 1979–1980 – Hjemme hos oss (TV-serie)
- 1982 – A Time to Die
- 1984 – Lykkeland (TV-serie)
- 1985 – August Strindberg: Ett liv (TV-serie)
- 1985 – Noe helt annet
- 1987 – Hip hip hurra!
- 1987 – En film om kärlek
- 1987 – Mio min Mio
- 1988 – Borgen Skole (TV-serie)
- 1988 – Begynnelsen på en historie
- 1992 – Dødelig kjemi (TV-serie)
- 1998 – Karl & Co  (TV-serie)
- 2009 – Orkestergraven (TV-serie)
- 2010 – Kommandør Treholt & Ninjatroppen